# Coupe des champions de l'A3
La Coupe des champions de l'A3 (en anglais : A3 Champions Cup), aussi appelée Coupe des champions d'Asie de l'Est, est une compétition annuelle de football. Créée en 2003, cette compétition est ouverte aux champions de Chine, du Japon et de Corée du Sud. De plus, le pays organisateur invite un club supplémentaire, ce qui en fait un tournoi à quatre clubs. Les clubs sud-coréens sont les plus titrés avec trois victoires.
Il a été suggéré une entrée du club champion d'Australie dans le futur. Néanmoins, des problèmes financiers avec les sponsors mettent en péril la poursuite de la compétition. Le champion japonais ne participerait pas à l'édition 2008, puisque les Urawa Red Diamonds n'ont pas reçu leurs primes en 2007. Le tournoi est annulé le 23 septembre 2008 à cause de la faillite du sponsor.

## Palmarès
| Saison | Ville hôte | Champions              | Deuxièmes               | Troisièmes            | Quatrièmes            |
| ------ | ---------- | ---------------------- | ----------------------- | --------------------- | --------------------- |
| 2003   | Tokyo      | Kashima Antlers        | Dalian Shide            | Seongnam Ilhwa Chunma | Júbilo Iwata          |
| 2004   | Shanghai   | Seongnam Ilhwa Chunma  | Yokohama F. Marinos     | Shanghai Shenhua      | Inter Shanghai        |
| 2005   | Jeju       | Suwon Bluewings        | Pohang Steelers         | Yokohama F. Marinos   | Shenzhen Kingway      |
| 2006   | Tokyo      | Ulsan Hyundai Horang-i | Gamba Osaka             | JEF United            | Dalian Shide          |
| 2007   | Jinan      | Shanghai Shenhua       | Shandong Luneng Taishan | Urawa Red Diamonds    | Seongnam Ilhwa Chunma |